# فابيو فازيو
فابيو فازيو (بالإيطالية: Fabio Fazio)‏ هو مقدم تلفزيوني وإنتحال شخصية وصحفي وممثل إيطالي، ولد في 30 نوفمبر 1964 في سافونا في إيطاليا.

## وصلات خارجية
- فابيو فازيو على موقع IMDb (الإنجليزية)
- فابيو فازيو على موقع روتن توميتوز (الإنجليزية)
- فابيو فازيو على موقع ميوزك برينز (الإنجليزية)
- فابيو فازيو على موقع ديسكوغز (الإنجليزية)
- فابيو فازيو على موقع قاعدة بيانات الفيلم (الإنجليزية)
- فابيو فازيو على موقع كينوبويسك (الروسية)